# ليلى كاي
ليلى كاي (بالإنجليزية: Lila Kaye)‏ هي ممثلة بريطانية، ولدت في 7 نوفمبر 1929 بميدلزبرة في المملكة المتحدة، وتوفيت في 10 يناير 2012 في المملكة المتحدة بسبب مرض.

## أعمال

### أفلام
- (1981) مستذئب أمريكي في لندن

## وصلات خارجية
- ليلى كاي على موقع IMDb (الإنجليزية)
- ليلى كاي على موقع ألو سيني (الفرنسية)
- ليلى كاي على موقع أول موفي (الإنجليزية)
- ليلى كاي على موقع قاعدة بيانات برودواي على الإنترنت (الإنجليزية)
- ليلى كاي على موقع قاعدة بيانات الأفلام السويدية (السويدية)
- ليلى كاي على موقع قاعدة بيانات الفيلم (الإنجليزية)
- ليلى كاي على موقع كينوبويسك (الروسية)